# Verteidigungsbezirkskommando 32
Das Verteidigungsbezirkskommando 32 war ein Verteidigungsbezirkskommando der Bundeswehr mit Sitz des Stabs in Düsseldorf. Hauptaufgabe des Kommandos war die Territoriale Verteidigung in seinem Verteidigungsbezirk.

## Geschichte

### Aufstellung
Das Verteidigungsbezirkskommando wurde zur Einnahme der Heeresstruktur II in den 1960er-Jahren als Teil des Territorialheeres ausgeplant und dem Befehlshaber im Wehrbereich III unterstellt. Angelehnt an die zivilen Verwaltungsgliederung entsprach der Verteidigungsbezirk in etwa dem Regierungsbezirk Düsseldorf. Entsprechend war der Standort des Stabs Düsseldorf.

### Auflösung
2001 wurde das Territorialheer aufgelöst. Die verbleibenden Wehrbereichskommandos und Verteidigungsbezirkskommandos wurden der neu aufgestellten Streitkräftebasis unterstellt. Die Wehrbereiche und Verteidigungsbezirke wurden grundlegend neu geordnet und ihre Anzahl reduziert. Das Verteidigungsbezirkskommando 32 wurde außer Dienst gestellt und dessen Kommandobereich dem Verteidigungsbezirk 31 eingegliedert.

## Gliederung
Das Verteidigungsbezirkskommando umfasste wie die meisten Truppenteile des Territorialheeres nur wenige aktive Soldaten. Erst im Verteidigungsfall konnte das Verteidigungsbezirkskommando durch die Einberufung von Reservisten und die Mobilmachung eingelagerten und zivilen Materials auf eine Truppenstärke anwachsen, die etwa einer Brigade des Feldheeres entsprach. Die längste Zeit seines Bestehens untergliederte sich das Verteidigungsbezirkskommando abgeleitet von der zivilen Verwaltungsgliederung grob in Verteidigungskreiskommandos mit unterstellten Heimatschutzkompanien sowie ein direkt unterstelltes Heimatschutzregiment und ein direkt unterstelltes Sicherungsbataillon als Kern der infanteristisch geprägten Heimatschutztruppe.

## Verbandsabzeichen

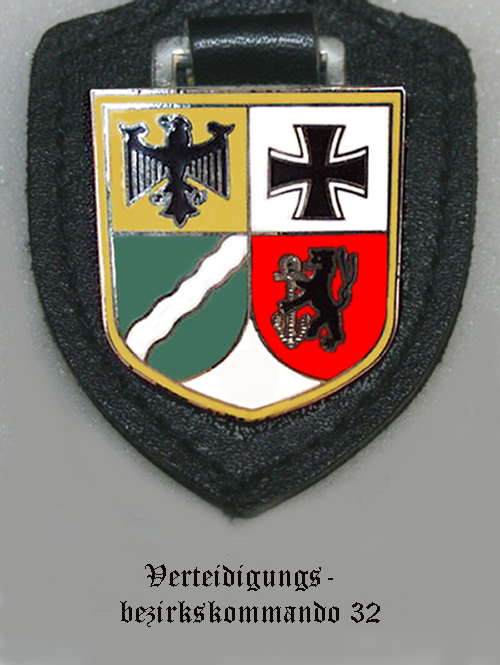
Internes Verbandsabzeichen des Stabes/Stabskompanie

Das Verteidigungsbezirkskommando führte aufgrund seiner Ausplanung als überwiegend nicht aktiver Truppenteil kein eigenes Verbandsabzeichen. Die wenigen aktiven Soldaten trugen daher das Verbandsabzeichen des übergeordneten Wehrbereichskommandos.
Als „Abzeichen“ wurde daher unpräzise manchmal das interne Verbandsabzeichen des Stabes und der Stabskompanie „pars pro toto“ für das gesamte Verteidigungsbezirkskommando genutzt. Es zeigte im Wesentlichen als Hinweis auf den Stationierungsraum als Figuren den Bergischen Löwen ähnlich wie im Düsseldorfer Stadtwappen und den stilisierten Rhein ähnlich wie im Wappen Nordrhein-Westfalens. Nationale Hoheitszeichen waren der abgebildete Bundesadler und das Eiserne Kreuz.